# ジャスト・プッシュ・プレイ
『ジャスト・プッシュ・プレイ』(JUST PUSH PLAY)は、アメリカのロックバンド、エアロスミスが2001年に発表したアルバム。オリジナル・アルバムとしては通算13作目で、1997年の『ナイン・ライヴズ』以来4年ぶりとなる。

## 解説
本作のレコーディングは、Pro Tools等、当時では最新のテクノロジーを駆使して行われた。スティーヴン・タイラーの娘やジョー・ペリーの息子もレコーディングに参加し、アルバムのクレジットにも載っている。ジャケットのイラストには、日本人アーティスト空山基の作品「Sexy Robot #22」が使用された。
映画『アルマゲドン』（1999年公開）の主題歌「ミス・ア・シング」（本作の日本盤CDにも収録）の大ヒットを受けて、本作もヒットを記録した。シングル「ジェイディッド」も全米7位となり、同曲は日本でもコカ・コーラの2004年のキャンペーン"Special Magic Coca-Cola"においてCMソングに起用された。

## 収録曲
特記なき楽曲はスティーヴン・タイラー、ジョー・ペリー、マーク・ハドソン、マーティ・フレデリクセンの共作。13.と14.は日本盤ボーナス・トラック。また、一部を除いた海外盤では12.、日本盤では14.の最終部にアンダー・マイ・スキンの一部が挿入されている。
1. ビヨンド・ビューティフル - Beyond Beautiful (Steven Tyler, Joe Perry, Marti Frederiksen)
2. ジャスト・プッシュ・プレイ - Just Push Play (S. Tyler, Mark Hudson, Steve Dudas)
3. ジェイディッド - Jaded (S. Tyler, M. Frederiksen)
4. フライ・アウェイ・フロム・ヒア - Fly Away From Here (M. Frederiksen, Chapman)
5. トリップ・ホッピン - Trip Hoppin'
6. サンシャイン - Sunshine (S. Tyler, J. Perry, M. Frederiksen)
7. アンダー・マイ・スキン - Under My Skin
8. ラヴ・ライズ - Luv Lies
9. アウタ・ユア・ヘッド - Outta Your Head (S. Tyler, J. Perry, M. Frederiksen)
10. ドロップ・デッド・ゴージャス - Drop Dead Gorgeous (S. Tyler, J. Perry, M. Hudson)
11. ライト・インサイド - Light Inside (S. Tyler, J. Perry, M. Frederiksen)
12. アヴァント・ガーデン - Avant Garden
13. ウォント・レット・ユー・ダウン - Won't Let You Down
14. ミス・ア・シング - I Don't Want to Miss a Thing (Diane Warren)

## 参加ミュージシャン
- スティーヴン・タイラー - ボーカル、ハーモニカ、ピアノ、コンガ
- ジョー・ペリー - ギター、ハーディ・ガーディ、スライドギター
- ブラッド・ウィットフォード - ギター
- トム・ハミルトン - ベース、フレットレスベース
- ジョーイ・クレイマー - ドラムス

ゲスト・ミュージシャン
- ジム・コックス - ピアノ
- ポール・サント - キーボード
- ダン・ヒギンズ - クラリネット、サックス
- タワー・オブ・パワー - ホーン・セクション
- トニー・ペリー - スクラッチ (on 2.)
- チェルシー・タイラー - バッキング・ボーカル (on 7.)
- リヴ・タイラー - Whisper (on 12.)